# Apoclea albipila
Apoclea albipila là một loài ruồi trong họ Asilidae. Apoclea albipila được Becker trong Becker & Stein miêu tả năm 1913. Loài này phân bố ở vùng Cổ Bắc giới và châu Á.